# Dakota Cochrane
Dakota Cochrane (Nebraska, 1º maggio 1986) è un artista marziale misto, pugile ed ex attore pornografico statunitense, che in passato ha combattuto nei pesi leggeri per Bellator MMA.

## Carriera nelle Arti marziali miste
Cochrane ha gareggiato sette volte da dilettante, restando imbattuto. Ha fatto il suo debutto nei professionisti nel novembre 2009, accumulando 4 vittorie prima della sua prima sconfitta nell'UFC TJ contro O'Brien nel luglio 2010.
Cochrane si e'ripreso dalla sconfitta portando il suo record a 11-1, incluso un attacco in sostituzione in ritardo contro l'ex campione del WEC Jamie Varner al Titan Fighting Championships 20 del 23 settembre 2011. 
La sfida  è stata accettata con un preavviso di quattro giorni ed è stata combattuta a sorpresa di peso nei pesi welter. Cochrane ha dominato la lotta, sia in piedi che a terra, in una vittoria unanime e combattuta. 

## Esperienza Bellator
Cochrane ha debuttato a Bellator 128 per sostituire l'infortunato Derek Campos affrontando Alexander Sarnavskiy il 10 ottobre 2014, perde la lotta per sottomissione nel primo round. Dopo aver perso anche contro Ryan Couture a Bellator 135 il 27 marzo 2015 sempre per sottomissione al primo round è stato lasciato dalla promozione. 

## Boxe a mani nude
Cochrane ha sostituito Brennan Ward all'evento inaugurale della World Bare Knuckle Fighting Federation il 9 novembre 2018 sconfiggendo Johny Hendricks per KO tecnico nel secondo raund.
Il successivo incontro è stato contro Chris Leben al Bare Knuckle Fighting Championship 6: Malignaggi vs Lobov il 22 giugno 2019 dove ha vinto la gara per decisione unanime.

## Attore film pornografici gay
Dakota Cochrane ha partecipato alla pornografia gay recitando in sedici film con il nome d'arte di "Danny".
Nonostante la sua precedente carriera nel porno gay, Cochrane si identifica come eterosessuale. Ha smesso di partecipare alla pornografia dopo averlo confessato alla fidanzata e lei gli ha chiesto di smettere.

## Risultati nelle arti marziali miste
| Risultato | Record | Avversario     | Metodo                           | Evento                         | Data            | Round | Tempo | Città                   | Note |
| --------- | ------ | -------------- | -------------------------------- | ------------------------------ | --------------- | ----- | ----- | ----------------------- | ---- |
| Vittoria  | 33-13  | James Warfield | Sottomissione (ghigliottina)     | Road to M-1 USA 2              | 4 Aprile 2019   | 1     | 1:19  | California, Stati Uniti |      |
| Sconfitta | 32–13  | Scott Futrell  | Sottomissione (rear naked choke) | DCS 45: Ballyard Brawl Night 2 | 28 Luglio 2018  | 2     | 2:19  | Nebrasca, Stati Uniti   |      |
| Vittoria  | 32-12  | Julian Lane    | Sottomissione (rear naked choke) | DCS 42: Rumble At The Ralston  | 25 Maggio 2018  | 1     | 2:35  | Nebrasca, Stati Uniti   |      |
| Vittoria  | 31-12  | Drew Lipton    | Sottomissione (ghigliottina)     | DCS 38: Seasons Beatings 2017  | 9 Dicembre 2017 | 1     | 0:21  | Nebrasca, Stati Uniti   |      |
| Vittoria  | 30-12  | Ciro Rodrigues | Decisione (split)                | LFA 25                         | 20 Ottobre 2017 | 3     | 5:00  | Nebrasca, Stati Uniti   |      |
| Vittoria  | 29-12  | Maki Pitolo    | Sottomissione (ghigliottina)     | Victory FC 58                  | 22 Luglio 2017  | 2     | 4:58  | Nebrasca, Stati Uniti   |      |